# Kadriorg

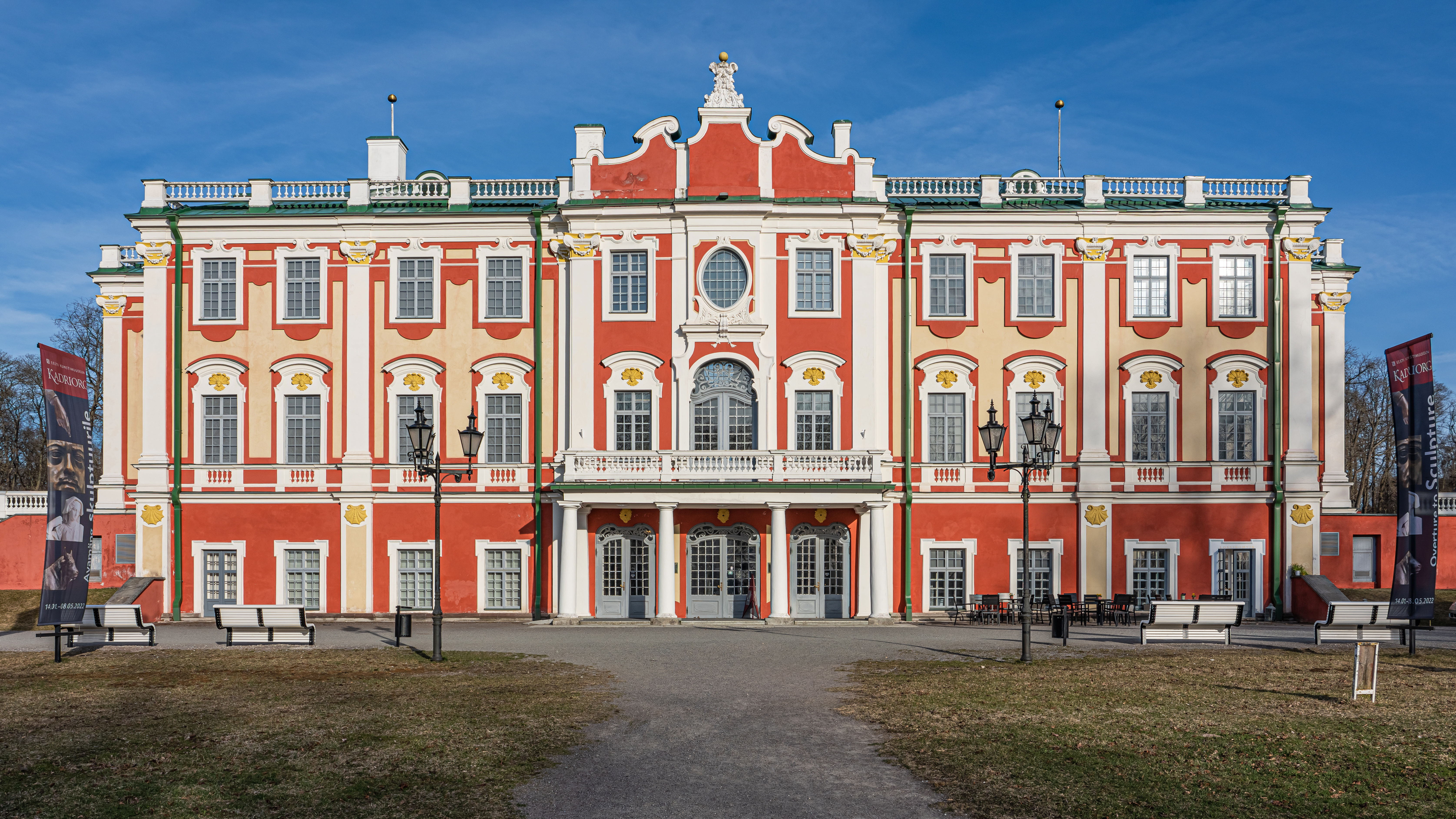
Schloss Kadriorg

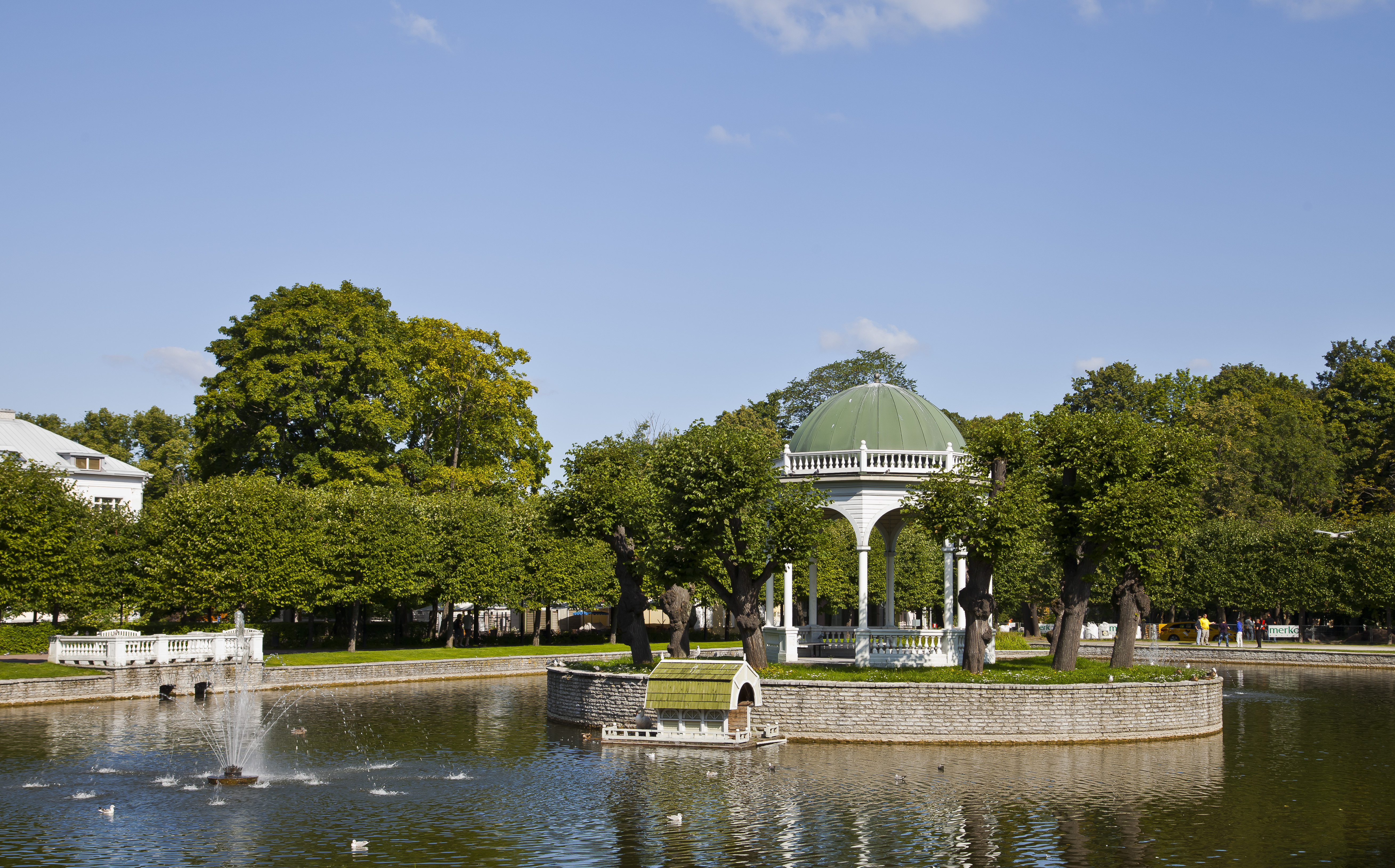
Schwanenteich des Parks von Kadriorg

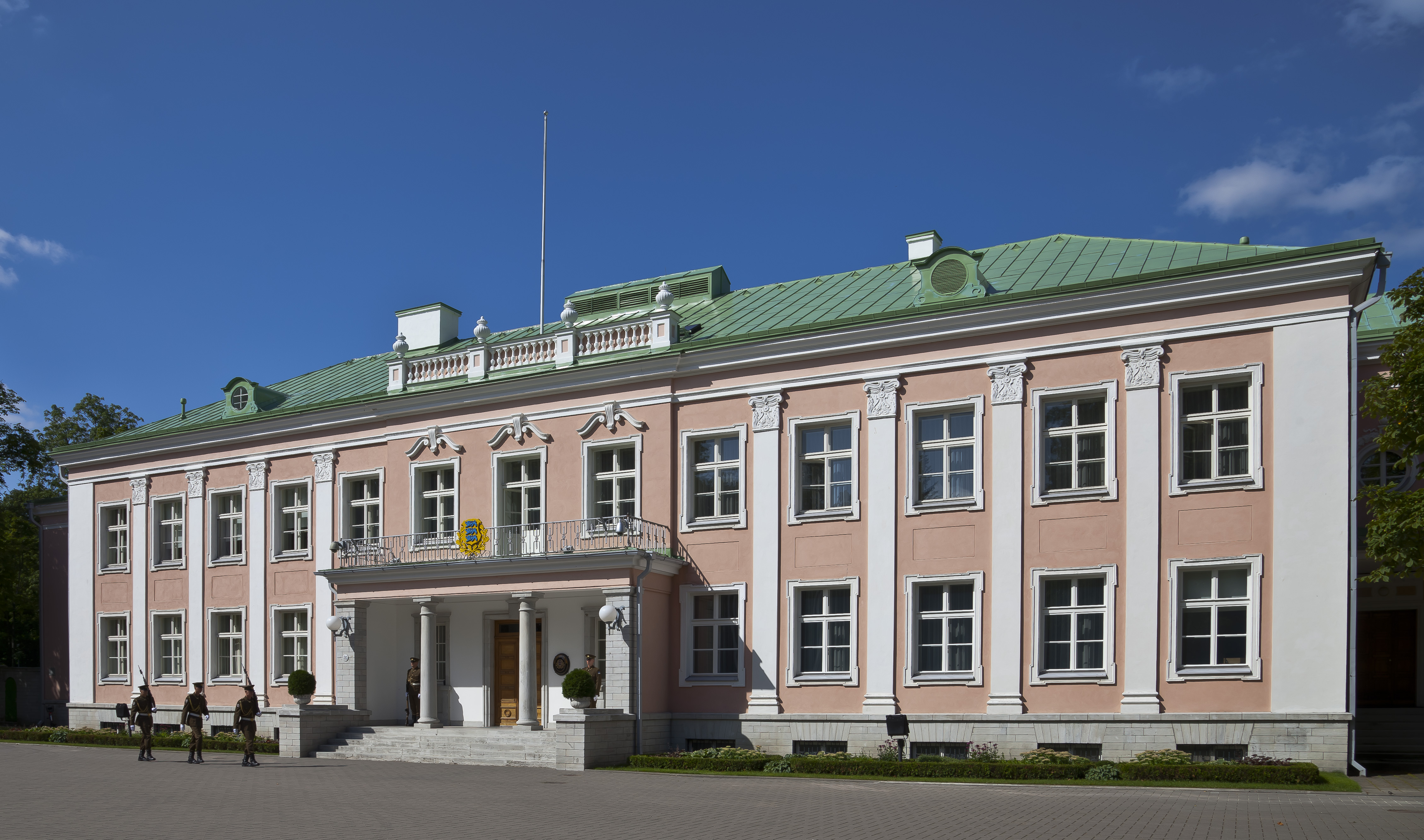
Amtssitz des estnischen Staatspräsidenten

Kadriorg (deutscher Name Catherinenthal) ist ein nordöstlicher Stadtbezirk (estnisch asum) der estnischen Hauptstadt Tallinn.

## Geschichte
1710 eroberte Russland unter Zar Peter I. Estland von Schweden. Im Sommer 1718 gab der Zar den Auftrag, zwischen dem Klint von Lasnamäe und der Ostsee das Schloss Katharinental und ein Parkensemble als seine Revaler Sommerresidenz anzulegen. Er benannte das Tal nach seiner zweiten Ehefrau Katharina. Planer und Architekt war der Italiener Nicola Michetti (1675–1758), der später ebenfalls an der Planung der Residenz in Peterhof beteiligt war. 1722 wurden im Park 550 Bäume gepflanzt. Mit dem überraschenden Tode des Zaren 1725 blieb das Projekt vorerst unvollendet.
Noch im 19. Jahrhundert war Kadriorg trotz Schloss und Park eine Tallinner Vorstadt der unteren Schichten. Um die Anlage herum waren Gebäude für die Bauarbeiter errichtet worden, später auch für Bedienstete. Da die meisten Bewohner der Siedlung Russen waren und die Gebäude im Stil eines russischen Dorfes gebaut, trug der Stadtteil lange den Beinamen Sloboda (etwa russisches Dorf). Erst nach und nach entdeckten Tallinner Ausflügler die Strände an der Ostsee. Ein mondänes Seebad entstand, Salons und Bürgerhäuser wurden errichtet. Kadriorgs endgültiger Aufstieg zu einer feineren Gegend war 1832 geschafft, als drei Töchter des Zaren Nikolaus I. den Sommer in Kadriorg verbrachten. In der Folge verbrachten immer wieder Mitglieder der Zarenfamilie die Sommermonate in Kadriorg.
1880 fand in Kadriorg das dritte estnische Sängerfest statt. An der Ostsee wurde 1902 das Denkmal Russalka des estnischen Bildhauers Amandus Adamson eingeweiht.

## Kadriorg heute
Heute ist Kadriorg eine bevorzugte städtische Wohngegend mit zahlreichen aufwändig renovierten Holz- und Steinhäusern des 19. und 20. Jahrhunderts. Einige Museen estnischer Künstler (Johannes Mikkel, Lydia Koidula) finden sich dort, ebenso wie einige ausländische Botschaften. In einem Palais im Park von Kadriorg befindet sich der Amtssitz des estnischen Staatspräsidenten. Schloss Kadriorg beherbergt heute das estnische Museum für ausländische Kunst. Im kleinen ehemaligen Wohnhaus Zar Peters I. ist ein Museum eingerichtet, das seinem Leben gewidmet ist. In unmittelbarer Nähe steht der moderne Neubau des Kumu, welches die umfangreichste Sammlung baltischer Kunst seit dem 18. Jahrhundert beherbergt.
Das nach dem Stadtbezirk benannte Kadrioru Staadion ist Heimspielstätte des FC Levadia Tallinn.
In Kadriorg befindet sich auch das Deutsche Gymnasium Kadriorg.